# Yolçatı (Bolu)
Yolçatı é uma vila do distrito de Bolu, na província de Bolu, na Turquia. Em 2010, tinha uma população de 338 habitantes.